# Opisthothelae
Opisthothelae é um táxon da Ordem Araneae, e é o grupo-irmão de Mesothelae. É composto dos grupos Mygalomorphae (caranguejeiras) e Araneomorphae (maior parte das aranhas). Opisthothelae pode ser considerado tanto um clado não-classificado, como também uma subordem de Araneae. No último caso, Mygalomorphae e Araneomorphae são considerados infra-ordens.
Este táxon pode ser diferenciado de Mesothelae pelos seguintes caracteres:
| Caracter                                | Opisthothelae | Mesothelae            |
| --------------------------------------- | ------------- | --------------------- |
| Tergitos abdominais segmentares dorsais | ausentes      | presentes             |
| Gânglios abdominais                     | presentes     | raros                 |
| Posição das fiandeiras no abdome        | terminal      | relativamente mediana |
| Glândulas de peçonha                    | presentes     | em geral, ausentes    |

Dentre as Opisthothelae, a principal diferença entre Mygalomorphae e Araneomorphae é a posição das quelíceras. Enquanto que nas primeiras elas se posicionam paralelas apontando para baixo (Orthognatha), obrigando um movimento de cima para baixo para capturar suas presas, nas últimas, elas se posicionam frente à frente num mesmo plano horizontal (Labidognatha), como uma pinça, permitindo maior eficiência e firmeza em capturas. Além disso, as glândulas de peçonha das Mygalomorphae encontram-se na coxa da quelícera, conferindo a esta um aspecto em geral mais rombudo, enquanto que nas Araneomorphae as glândulas são dispostas dentro do prossoma, ou cefalotórax. Essas diferenças podem não ser facilmente perceptíveis, em especial entre indivíduos de pequeno porte.